# Zakk Wylde

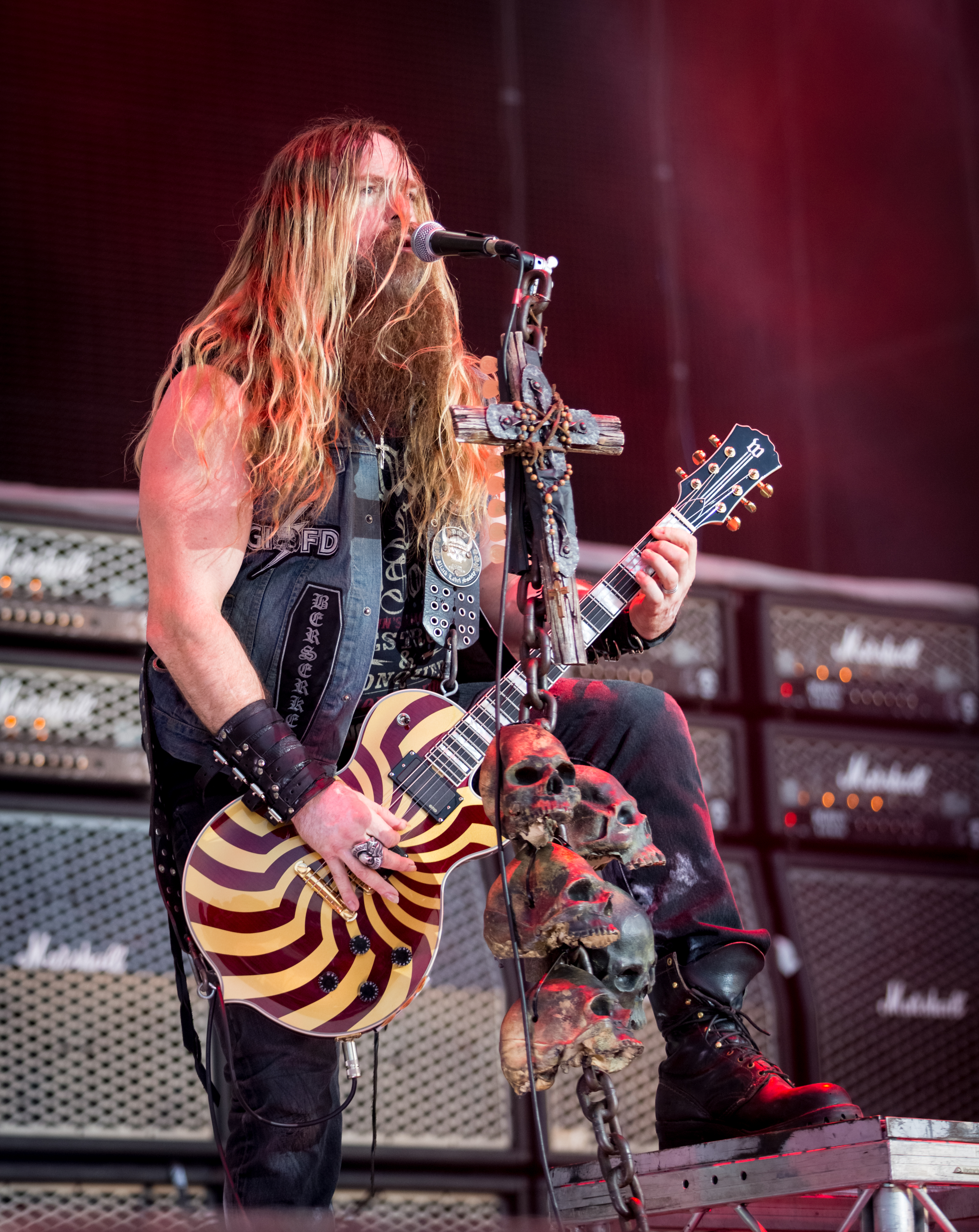
Zakk Wylde (2015)

Zakk Wylde (n. Jeffrey Phillip Wieland la 14 ianuarie 1967) este un muzician american, chitarist al lui Ozzy Osbourne.
Este fondatorul formației heavy metal Black Label Society.
De asemenea, a mai fost chitarist și cântăreț vocal în cadrul formației Pride & Glory.
Ca artist solo, s-a bucurat de un succes deosebit cu albumul Book of Shadows, lansat în 1996.

## Biografie
Născut la Bayonne, New Jersey, începe să cânte la chitară încă de la 8 ani, ca la 14 ani să înceapă activitatea la Silverton Music.
Se antrenează intens la chitară, chiar peste 12 ore pe zi, intră în formația Stone Henge și mai târziu (în 1987) are ocazia să îi trimită lui Ozzy Osbourne o înregistrare proprie.
Acesta îl include în formația sa, unde activează până în 1995.
În 1998 pune bazele formației Black Label Society.
La 17 ianuarie 2006 primește o stea din partea Hollywood Walk of Fame.
În urma evaluării unor înregistrări din 2004-2005, Ozzy Osbourne îl cooptează la realizarea albumului Black Rain.